# Porrhomma ohkawai
Porrhomma ohkawai là một loài nhện trong họ Linyphiidae.
Loài này thuộc chi Porrhomma. Porrhomma ohkawai được Kendo Saito miêu tả năm 1977.